# 新潟県立武道館
新潟県立武道館（にいがたけんりつぶどうかん）は、新潟県上越市の上越総合運動公園内にある県立の武道館。2019年12月にオープンし、謙信公武道館の愛称を持つ。整備および運営はPFI事業として行われ、特別目的会社（SPC）であるPFI新潟県立武道館サービスが指定管理者となっている。

## 概要

### 建設の経緯
新潟県内には、これまで中核的・広域的な機能を果たす武道拠点がなかった。そこで、県が推進するスポーツ振興策の一環として、基幹スポーツ施設となる武道館が整備されることとなった。上越市、新潟市、燕市、加茂市、南魚沼市の5市により誘致活動が行われ、最終的に上越市への建設が決定した。

### 施設
メインとなる大道場は、柔道と剣道の公式戦8面が可能で観客席1074席を備える。
国際基準に適合した施設となっており、2020年東京パラリンピックのドイツ柔道チームが事前合宿で利用する。なお、コンサート等での利用は想定されていない。

## 交通
公共交通（市内）
- えちごトキめき鉄道 高田駅から北東へ約4 km
  - 同駅発着の以下の路線バスが利用可能。詳細は「上越市内公共交通総合時刻表（上越市）」を参照。
    - 頸城自動車 「6 富岡線」利用。「謙信公武道館前」バス停から徒歩すぐ。
    - くびき野バス 「22 増田線」利用。「門田」バス停から徒歩約10分。平日のみ運行。

公共交通（広域）
- 新潟県内高速バス 直江津・高田 - 新潟線「寺村」バス停（県道13号沿い）から徒歩約10分。
※ 新潟方面から、または新潟方面への利用のみ可。

自動車
- 上新バイパス・上越魚沼地域振興快速道路（上越三和道路） 寺ICに隣接。